# 177 f.Kr.

## Händelser

### Efter plats

#### Grekland
- Perseus av Makedonien gifter sig med Laodike, dotter till seleukiderkungen Seleukos IV.

#### Romerska republiken
- Efter två fälttåg lyckas romarna slutligen kuva den illyriska stammen histrierna.
- Luni i norra Italien grundas av romarna under namnet Luna vid floden Magras mynning.

## Avlidna
- Liu Xingju, kinesisk prins av Handynastin och en nyckelperson under Lü-klanoroligheterna (180 f.Kr.), sonson till kejsar Han Gaodi och son till prins Liu Fei av Qi
- Liu Zhang, kinesisk prins av Handynastin och en nyckelperson i konspirationen mot Lü-klanen under Lü-klanoroligheterna 180 f.Kr.